# Vanilla Ninja (альбом)
Vanilla Ninja — дебютный альбом эстонской девичьей группы Vanilla Ninja, вышедший в 2003 году.

## Об альбоме
Vanilla Ninja вышел в мае 2003 и продавался только в Эстонии, несмотря на последующий успех группы в таких странах Центральной Европы, как Германия, Австрия и Швейцария. Альбом имел успех среди эстонской публики, с одной из песен этого альбома, «Club Kung Fu», девчонки участвовали в конкурсе песни Eurolaul-2003. В марте 2004 эта же песня вышла синглом в Германии, заняв 95 место в немецких хит-парадах. В Эстонии стал платиновым альбомом.
Часть песен была на английском, часть — на эстонском языке. Это единственный альбом группы Vanilla Ninja, в котором были песни на эстонском.

## Список композиций
1. «Guitar and Old Blue Jeans» — 4:02 (Английский)
2. «Why?» — 3:22 (Английский)
3. «Club Kung Fu» — 2:42 (Английский)
4. «Nagu Rockstaar» — 4:10 (Эстонский)
5. «Purunematu» — 3:25 (Эстонский)
6. «Inner Radio» — 3:00 (Английский)
7. «Outcast» — 3:59 (Английский)
8. «Toxic» — 2:23 (Английский)
9. «Spit It Out» — 4:46 (Английский)
10. «Psycho» — 3:17 (Английский)
11. «Klubikuningad» — 2:05 (Эстонский)
12. «Polluter» — 3:23 (Английский)
13. «Vanad Teksad Ja Kitarr» — 3:40 (Эстонский)
14. «Sugar and Honey» — 3:26 (Английский)
15. «Club Kung Fu» (Drum 'n' Bass Remix) — 4:29 (Английский)

## Позиция в чартах

### Чарты
| Страна  | Максимальная позиция | Статус  |
| ------- | -------------------- | ------- |
| Эстония | 1                    | золотой |